# Jeux d'Asie du Sud-Est de 1971
Navigation
Édition précédente Édition suivante
La sixième édition des Jeux d'Asie du Sud-Est s'est tenue du 6 au 13 décembre 1971 à Kuala Lumpur. C'est la deuxième fois que la capitale malaise accueille cette compétition.

## Pays participants
La compétition a réuni des athlètes provenant de sept pays. Le Cambodge, qui n'a jusqu'alors participé qu'à l'édition de 1961, fait son retour.
Tous les pays participants décrochent des médailles. La Malaisie, pays organisateur, est la nation qui décroche le plus de médailles, mais c'est la Thaïlande qui remporte le plus d'épreuves et termine donc en tête du tableau des médailles :
| Rang | Nation            | Or | Argent | Bronze | Total |
| ---- | ----------------- | -- | ------ | ------ | ----- |
| 1    | Thaïlande         | 44 | 27     | 38     | 109   |
| 2    | Malaisie          | 41 | 43     | 55     | 139   |
| 3    | Singapour         | 32 | 33     | 31     | 96    |
| 4    | Birmanie          | 20 | 28     | 13     | 61    |
| 5    | République khmère | 17 | 18     | 17     | 52    |
| 6    | Viêt Nam du Sud   | 3  | 6      | 9      | 18    |
| 7    | Laos              | 0  | 1      | 4      | 5     |

## Sports représentés
15 sports sont représentés. La gymnastique et la voile, présentes au programme de l'édition de 1969, sont absentes. En revanche, le sepak takraw fait son retour tandis que le hockey sur gazon est présenté pour la première fois.
- Athlétisme
- Badminton
- Basket-ball
- Boxe
- Cyclisme
- Football
- Force athlétique
- Hockey sur gazon
- Judo
- Natation
- Sepak takraw
- Tennis
- Tennis de table
- Tir sportif
- Volley-ball